# Mihail G. Boiagi
Mihail George Boiagi (în greacă Μιχαήλ Γεωργίου Μποϊατζής, transliterat: Mihail Georgiou Boiatzis, germană Michael George Bojadschi; n. 3 februarie 1780 – d. 1828, 1842 sau 1843) a fost un gramatician și profesor aromân specializat în limbile aromână și greacă din Monarhia Habsburgică și Imperiul Austriac.

## Biografie
S-a născut la 3 februarie 1780 în orașul Buda (astăzi Budapesta, capitala Ungariei). Boiagi a fost unul dintre primii gramaticieni din regiunea Balcanilor și a predat limba greacă la o școală din Viena. Familia sa era originară din orașul Moscopole (aflat astăzi în Albania). Boiagi a fost una dintre principalii reprezentanți ai diasporei aromâne din Austria și Ungaria, ale căror capitale, Viena și respectiv Budapesta, au devenit centre de adunare pentru membrii acestei comunități în secolul al XIX-lea. Boiagi l-a prezentat pe istoricul aromân Dimitrie Cozacovici în comunitatea aromânilor din Austria și Ungaria, după emigrarea lui Cozacovici de la Metsovo (astăzi în Grecia) la Buda. El a fost influențat, potrivit lui Pericle Papahagi, de comunitatea aromânilor aflați atunci în Transilvania (parte componentă în acea vreme a Imperiului Habsburgic și acum a României), care la începutul secolului al XIX-lea au încercat să scrie texte în limba lor proprie.
Boiagi a publicat în anul 1813, la Viena, cartea de gramatică Γραμματική Ρωμαϊκή ήτοι Μακεδονοβλαχική/ Romanische oder Macedonowlachische Sprachlehre („Gramatică romanică sau macedono-vlahă”). Scrisă în germană și greacă, deși cu texte în aromână, ea conținea primul sistem de scriere al limbii aromâne cu alfabet latin; anterior, limba aromână fusese scrisă cu alfabet grecesc. Acest sistem a fost caracterizat prin utilizarea digramelor pentru a evita folosirea diacriticelor pentru acele sunete care nu sunt existente în alfabetul latin. Astfel, în loc să folosească de exemplu „č”, „ľ”, „ń” sau „ș”, Boiagi a folosit „cs”, „lj”, „nj” și „sh”. Litera greacă „θ” a fost redată ca „th”. Cu toate acestea, au fost incluse unele semne diacritice în acest sistem, anume „â”, „ç” și „ĵ”. Sistemul său de scriere nu a fost adoptat de niciun autor după publicarea cărții sale de gramatică. Boiagi polemiza cu filologul aromân progrec Neofit Duca în prefața cărții sale de gramatică, scriind că „aromânul nu numai că nu se va rușina de limba sa ci va privi drept mândrie și laudă împodobindu-și spiritul cu studiul ei”.
Patriarhia Ecumenică Greacă a Constantinopolului a dezaprobat activitatea lui Boiagi, într-o perioadă în care ideile revoluționarului grec Rigas Velestinlis dobândeau o tot mai mare influență, a trecut cartea lui de gramatică pe o listă neagră și l-a excomunicat, dar Boiagi și-a păstrat postul de profesor la Viena. A mai publicat ulterior un manual de predare a limbii greacă modernă pentru grecii din străinătate și pentru germani, care conținea, printre altele, traduceri a patru poezii în proză ale poetului elvețian Salomon Gessner. El s-a străduit pe la 1821 să traducă Lumea închipuită a lui Comenius. Boiagi a murit fie în 1828, 1842 sau 1843.
Cartea de gramatică a lui Boiagi a fost retipărită ulterior pe cheltuiala omului politic român Costache Negri, reprezentantul diplomatic al Principatelor Unite ale Moldovei și Țării Românești la Constantinopol după Unirea Principatelor Române (1859).

## Scrieri

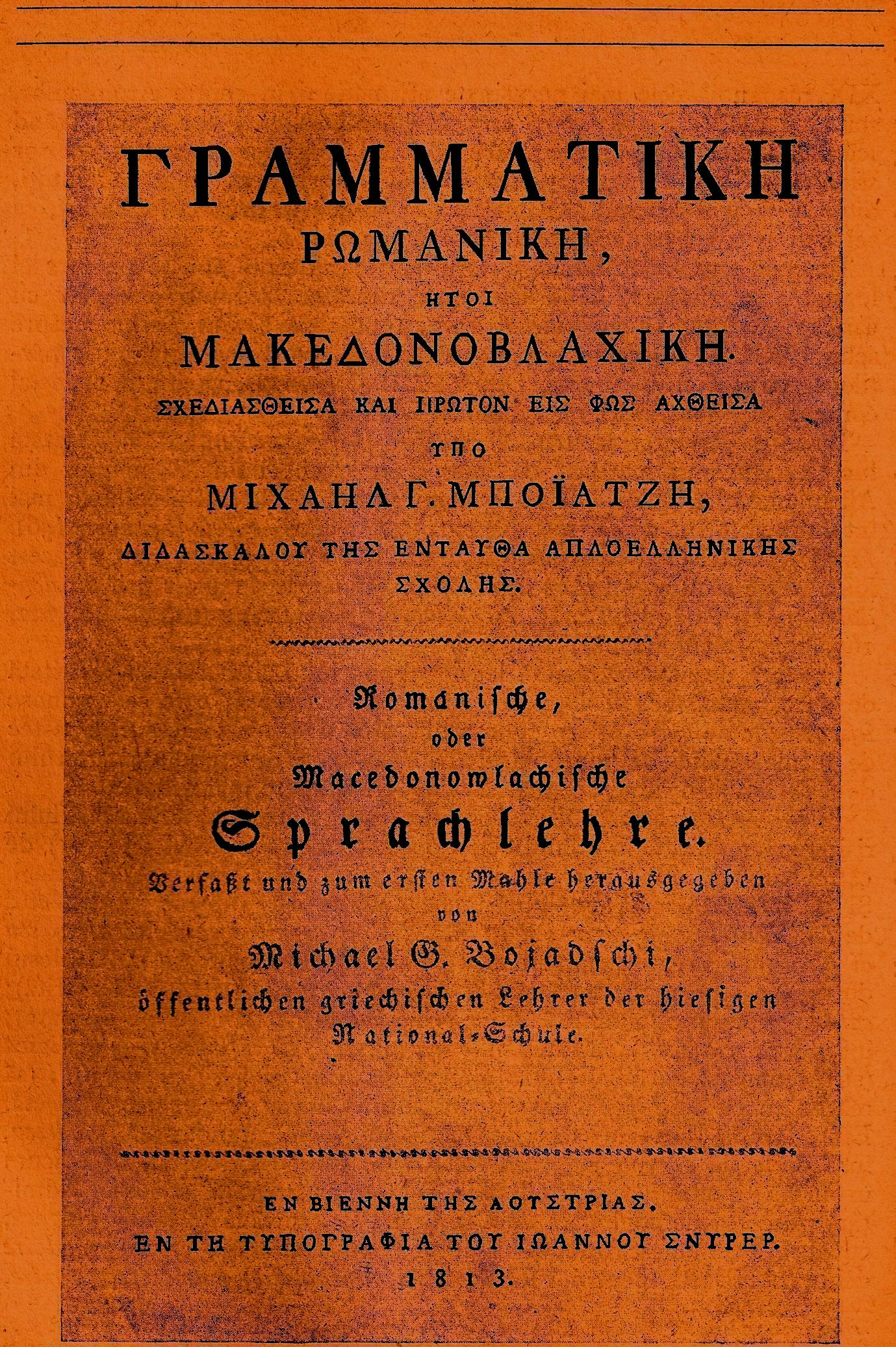
Gramatica (1813) lui Mihail G. Boiagi

- Γραμματικὴ Ρωμανικὴ ἤτοι Μακεδονοβλαχική. Romanische oder Macedonowlachische Sprachlehre, scrisă și publicată pentru prima dată de Michael G. Bojadschi, Viena, 1813 (în germană și greacă, 231 de pagini); ediția a II-a, București, 1863.
  - Gramaticã românã sau macedo-românã, București, 1915.
  - Romanische oder macedonowlachische Sprachlehre. Γραμματικὴ Ρωμανικὴ ἤτοι Μακεδονοβλαχική [fragmente în greacă și germană], în: Aromunische Studien, Salzburg, 1981 (colecția Studien zur rumänischen Sprache und Literatur, nr. 5).
  - Gramaticā aromānā icā macedonovlahā, editată de V. G. Barba, Freiburg im Breisgau, 1988.
- Kurzgefaßte neugriechische Sprachlehre [împreună cu o colecție a celor mai necesare cuvinte, o selecție de conversații prietenoase, figuri de stil, proverbe și exerciții de citire; mai întâi pentru tineretul grec din statele austriece cezaro-crăiești și apoi pentru germanii care vor să-și însușească această limbă = Σύντομος γραμματικὴ τῆς γραικικῆς γλώσσης], Viena, 1821 (380 de pagini), online.